# Cornelis de Jode
Cornelis de Jode (Antwerpen, 1568 – Mons, 1600. október 17.) flamand vésnök és kiadó, Gerard de Jode fia.
Douai-ben tudományokat tanult. Utazott Spanyolországban és máshol Európában, de legkésőbb 1595-ben már újra Antwerpenben tartózkodott és csatlakozott a Szt. Lukács céhhez. Csak egy metszete ismert, IV. Fülöp spanyol király portréja, melyet Cornelis Schut nyomán készített.

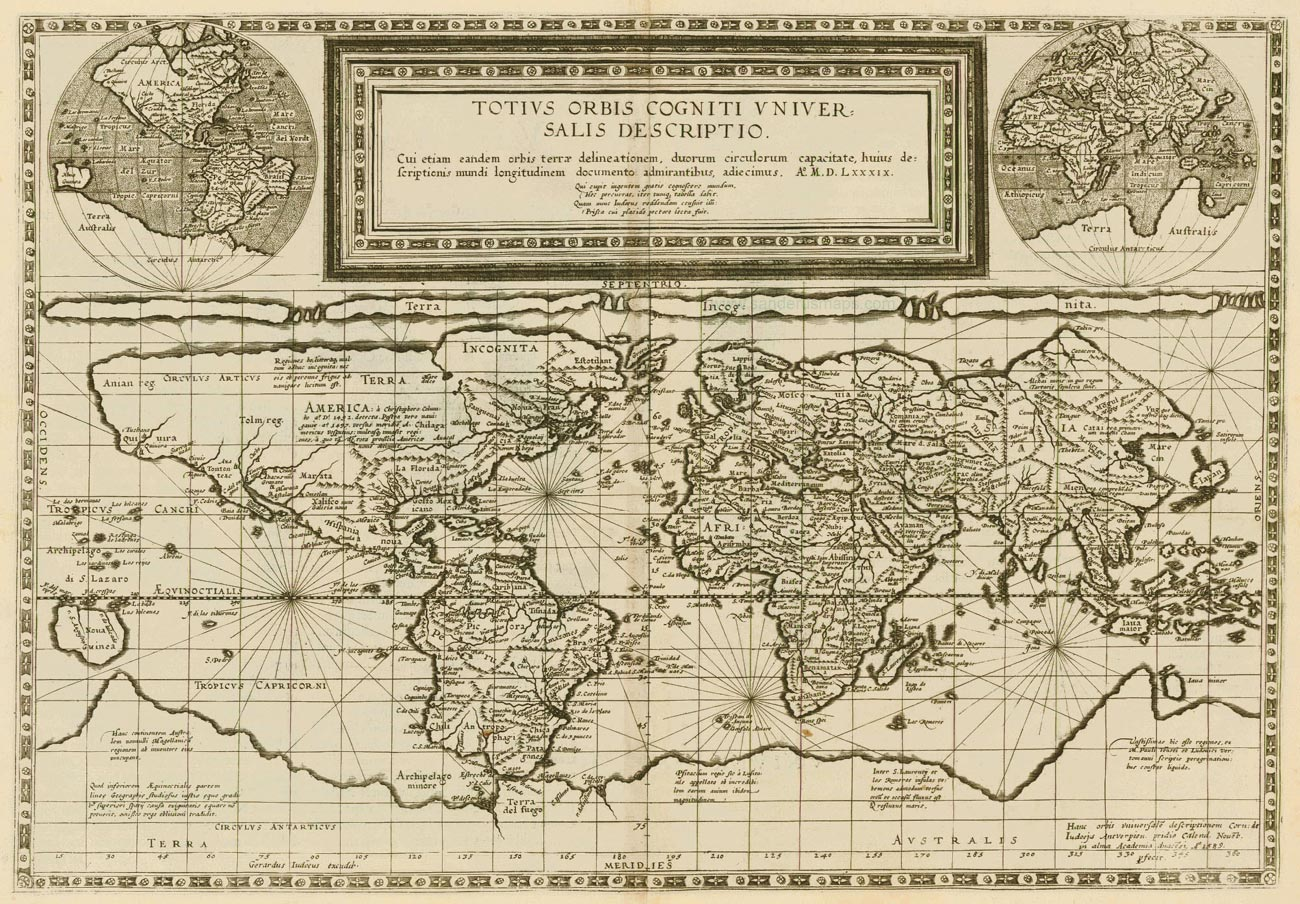
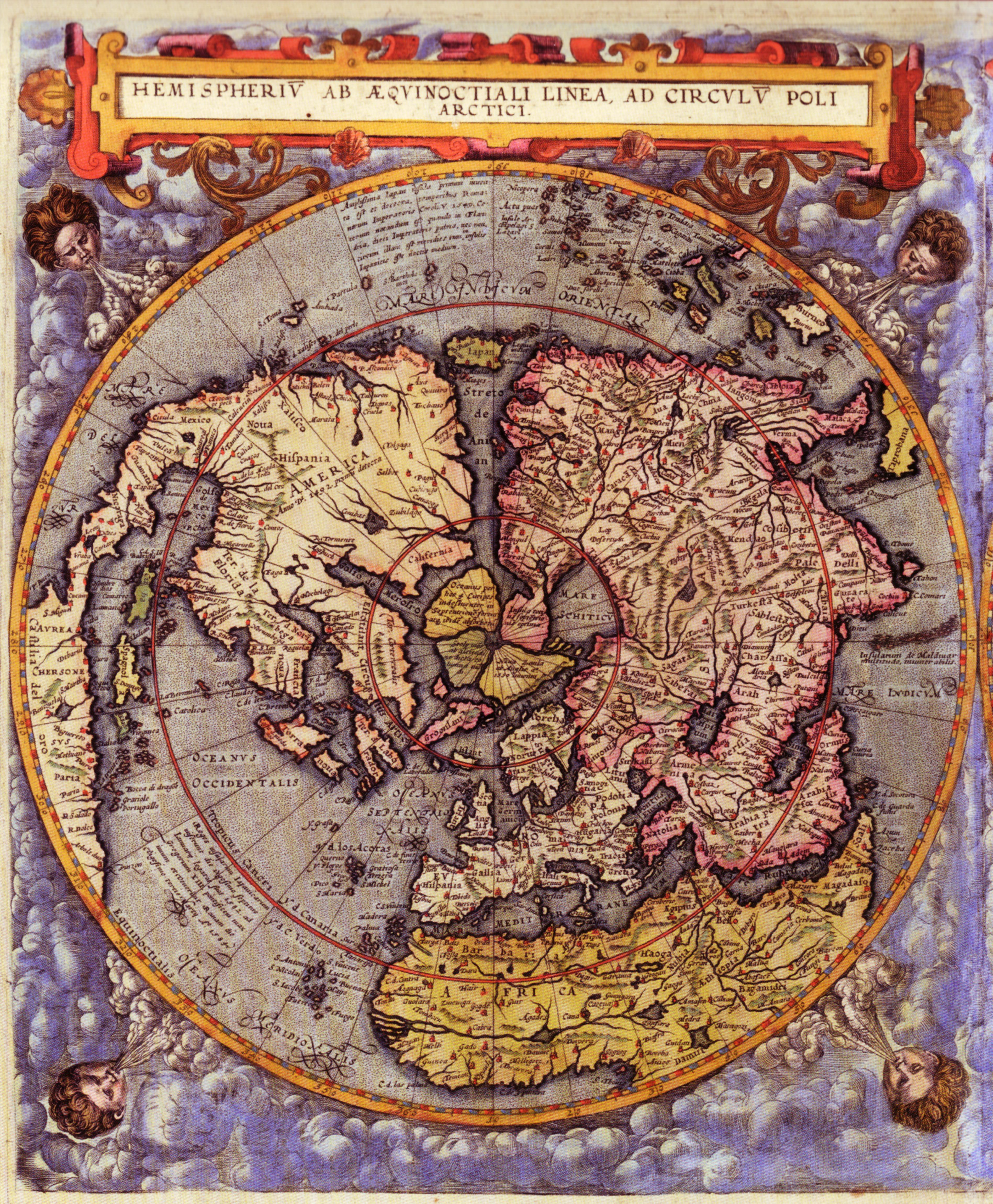
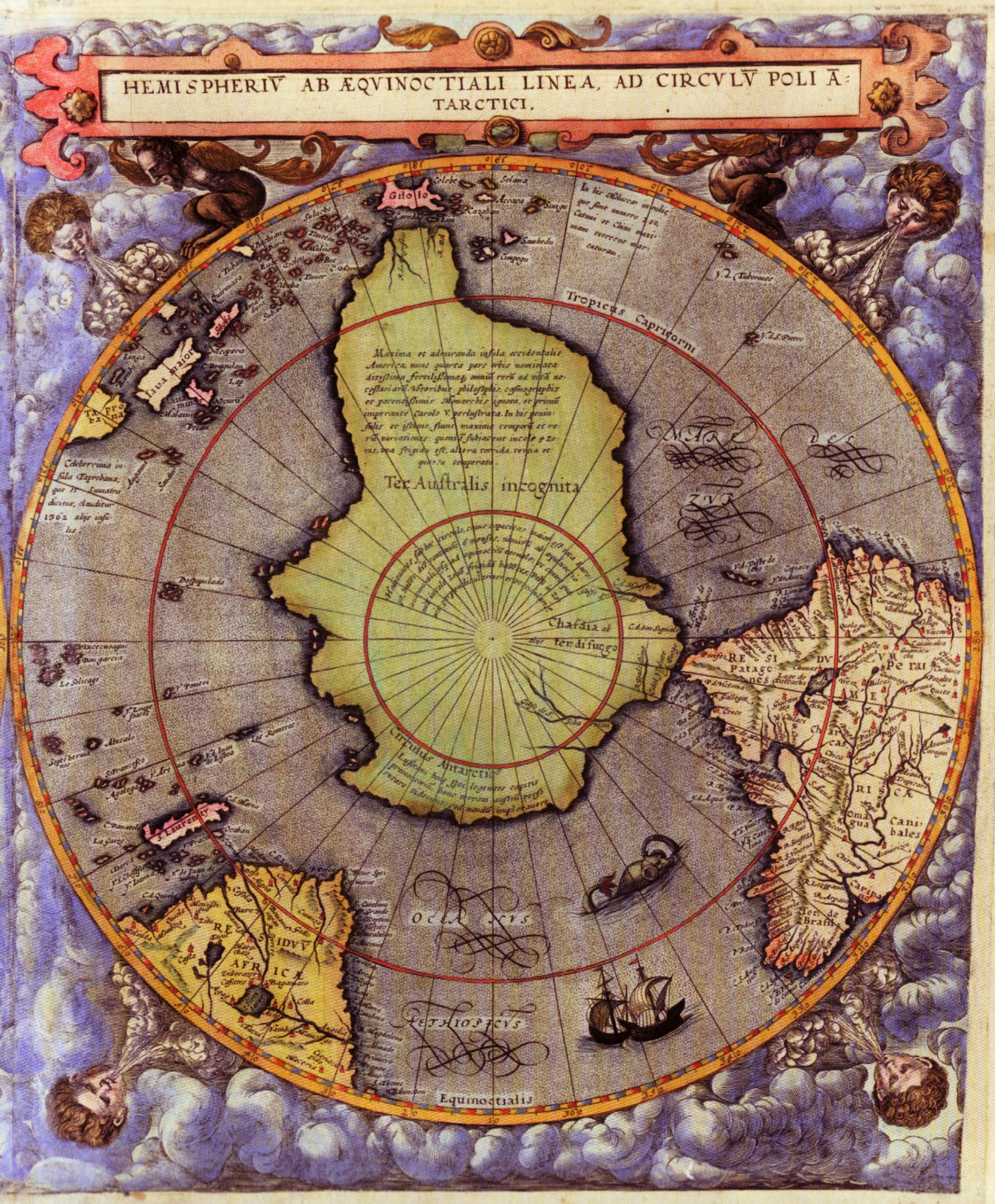